# Boys Noize
Boys Noize, pseudonimo di Alexander Ridha (Amburgo, 22 agosto 1982), è un disc jockey e compositore tedesco.
È il fondatore e proprietario della label Boysnoize Records.

## Biografia
Ridha iniziò giovanissimo prima come pianista e batterista e poi come disc jockey e producer, arrivando in poco tempo ad affiancare grandi nomi della musica elettronica internazionale come DJ Hell e Felix da Housecat.
Con il passare degli anni sviluppa delle sonorità ed uno stile che lo contraddistingue nella scena mondiale della musica, attingendo da influenze Hip Hop, Electro house e di altri generi della musica moderna.
Dopo diversi anni di ricerca musicale, passati sotto gli pseudonimi "909d1sco" e "Kid Alex" e affiancato dall'amico D.I.M., decide di trasferirsi a Berlino.
I primi lavori di Boys Noize vengono pubblicati dalla International Deejay Gigolo Records di DJ Hell, dalla Kitsuné Music e dalla Turbo Recordings; nel 2005 si rende indipendente dalle case discografiche altrui creando la propria Boysnoize Records, con la quale pubblica i due album OI OI OI (2007) e Power (2009).
Ha composto remix di brani di David Lynch, N.E.R.D, Depeche Mode, Snoop Dogg, Bloc Party, Kaiser Chiefs, Pet Shop Boys, Tiga e The Chemical Brothers, oltre che collaborare con Kelis, Kano, The Black Eyed Peas, la boyband sudcoreana BIGBANG, Erol Alkan e Scissor Sisters.
Nel settembre 2010 Ridha ha presentato la sua prima sottoetichetta, la BNR TRAX.
Nel 2010 è stato premiato con l'Independent Music Award e per tre anni di fila è stato premiato "Best Electronic Artist" su Beatport.
Per tutta la seconda metà degli anni 2000 è stato chiamato come disc jockey in quasi tutte le maggiori manifestazioni di musica elettronica del pianeta come il Sonar di Barcellona e il Winter Music Conference di Miami.
Nell'agosto 2012 ha ufficializzato attraverso YouTube e il sito internet di Skrillex un nuovo progetto assieme al produttore statunitense chiamato Dog Blood ed il 27 ottobre 2012 è stato pubblicato il suo ultimo lavoro noto come Out of the Black.

## Discografia

### Album in studio
- 2007 - Oi Oi Oi
- 2008 - Oi Oi Oi (Remixed)
- 2009 - Boys Noize
- 2012 - Out Of The Black
- 2012 - Out Of The Black - The Remixes
- 2016 - Mayday
- 2021 - +/-

### Raccolte
- 2011 - The Remixes 2004-2011

### Singoli

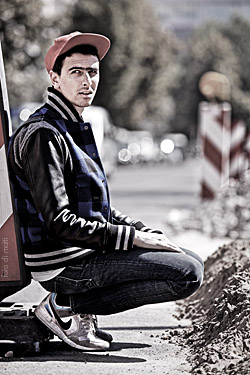
Boys Noize a Berlino nel 2009

- 2004 - The Bomb / Boy Neu
- 2005 - Are You In?
- 2005 - Optic / He-Man
- 2005 - Volta 82
- 2006 - Erole Attack
- 2006 - Kill The Kid
- 2007 - & Down
- 2007 - Don't Believe The Hype
- 2007 - Feel Good (TV=Off)
- 2007 - Lava Lava
- 2009 - Starter
- 2010 - 1010 / Yeah
- 2010 - Nott
- 2010 - Trooper
- 2010 - Kontact Me
- 2012 - What You Want
- 2012 - XTC
- 2012 - Ich R U
- 2013 - Go Hard